# Joaquim da Costa Lima Júnior
Joaquim da Costa Lima Júnior (Porto, 5 septembre 1806 - Porto, 29 janvier 1864), était un architecte portugais.
Il a utilisé le nom de famille de son oncle et parrain, un autre notable architecte Joaquim da Costa Lima Sampaio, figure prestigieuse de la ville.

## Biographie

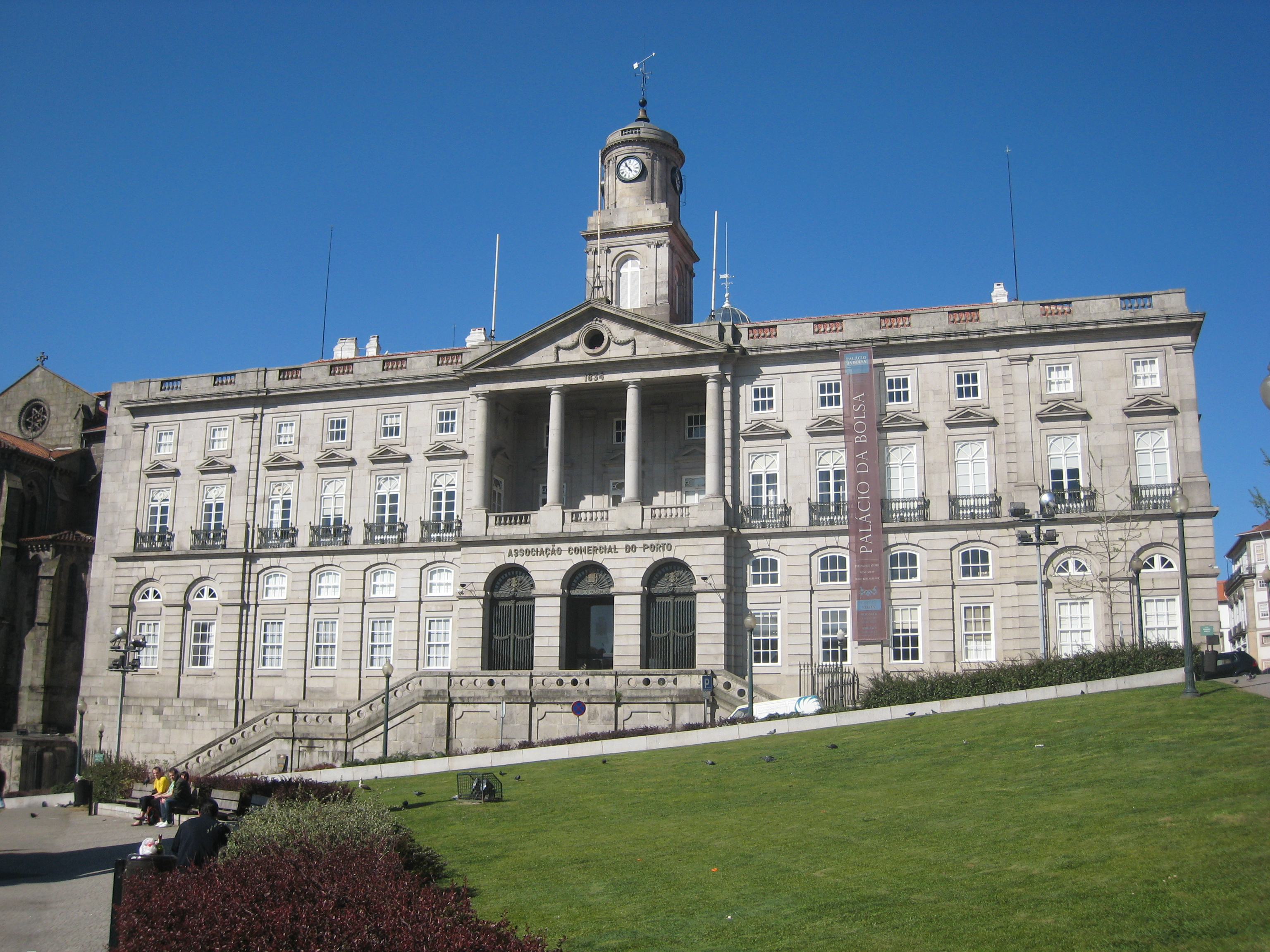
Palais de la Bourse de Porto

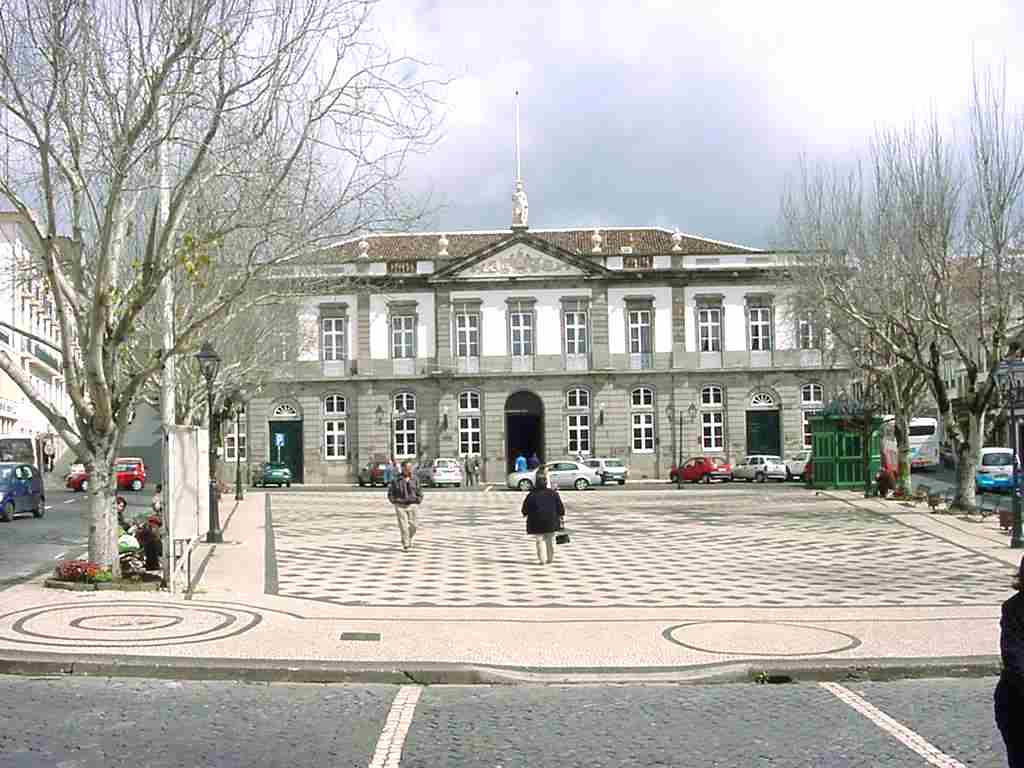
Hôtel de ville d'Angra do Heroísmo

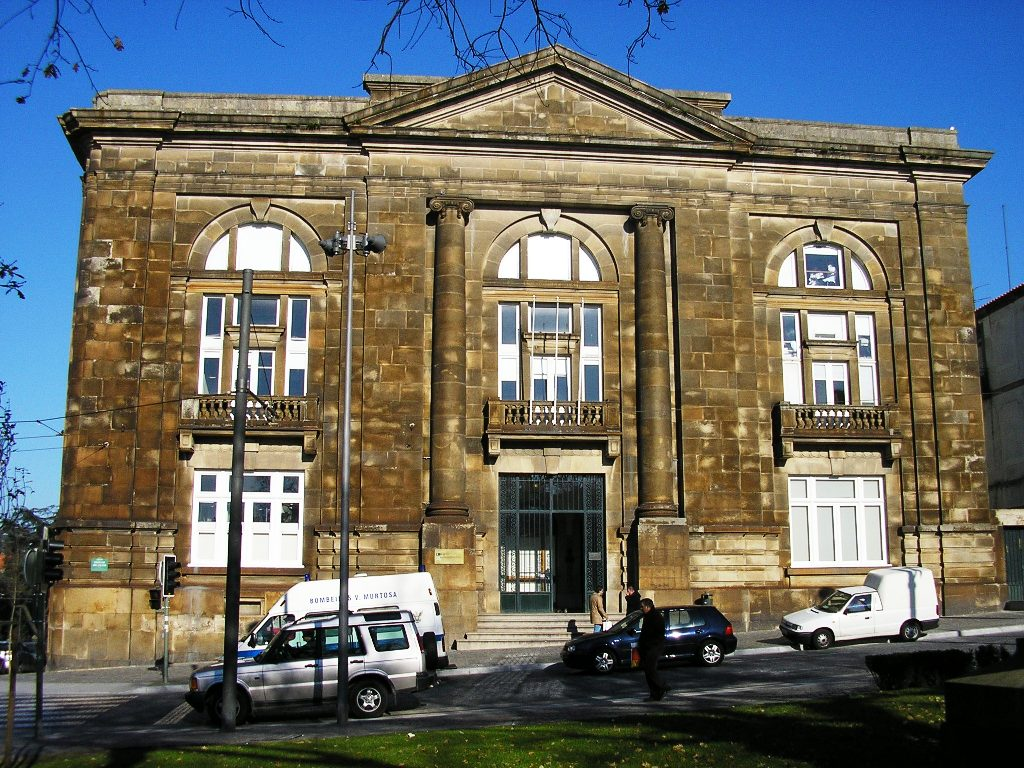
Université de Porto
Institut des sciences biomédicales Abel Salazar

Il a été, à partir de 1836, professeur (lente) d'architecture civile à l'Académie des Beaux-Arts de Porto (actuellement Faculté des Beaux-Arts de l'Université de Porto), et architecte de la municipalité de Porto, poste auquel il a été nommé le 25 juillet 1853.
De nombreux projets ont été exécutés par Joaquim da Costa Lima Júnior pour la mairie. Il a réalisé en 1839 le plan topographique de la ville de Porto.
En 1842, il est l'architecte du palais de la Bourse de Porto quand est posée la première pierre,. Il en reste l'architecte jusqu'à sa mort, en 1860. L'extérieur du bâtiment fait référence à néo-palladianisme anglais que son oncle avait déjà utilisé sur ses édifices à la suite des bâtiments construits à Porto par l'architecte anglais John Carr.
Il a fait les plans du Sénat d'Angra do Heroísmo, sur l'île Terceira, Açores (Senado Angrense, Senado Municipal ou Casa da Câmara) en 1849. La première a été posée le 11 août 1849. Sa réalisation a duré 17 ans,.
Le bâtiment où est actuellement installé l'Institut des sciences biomédicales Abel Salazar de l'Université de Porto est aussi un des ouvrages qu'il a réalisés.

## Source
- (pt) Cet article est partiellement ou en totalité issu de l’article de Wikipédia en portugais intitulé « Joaquim da Costa Lima Júnior » (voir la liste des auteurs).